# Sóviet de Petrogrado
El Sóviet de Petrogrado de los Diputados de Obreros y Soldados (del ruso: Петроградский совет рабочих и солдатских депутатов, Petrogradski sovet rabóchij i soldátskij deputátov), usualmente llamado Sóviet de Petrogrado (del ruso: Петроградский совет, Petrogradski sovet), fue el sóviet (consejo de trabajadores) de Petrogrado (San Petersburgo), Rusia, establecido en marzo de 1917 tras la Revolución de Febrero como representante de los trabajadores de la ciudad y de los soldados de la guarnición de la capital.
El Sóviet de Petrogrado fue importante durante la Revolución rusa que llevó a la Revolución de Octubre como un centro de poder rival al Gobierno provisional.

## Historia

### Formación

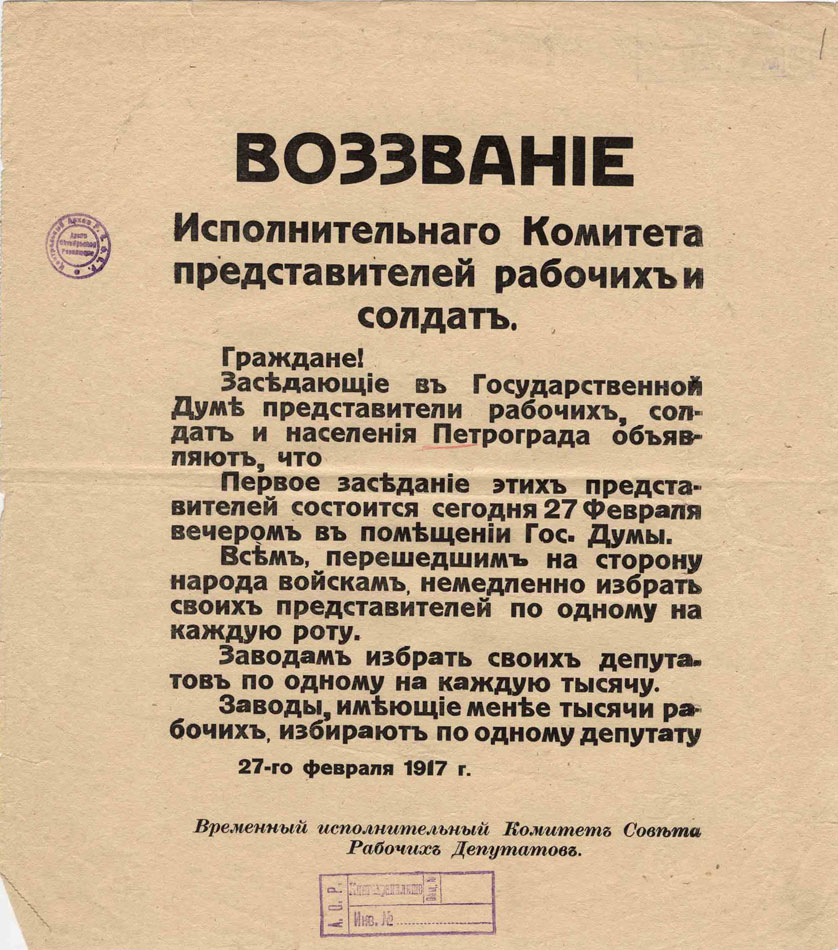
Proclama del Comité ejecutivo provisional convocando la celebración de una reunión el 27 de febrero (12 de marzo).

El 27 de febrerojul./ 12 de marzo de 1917greg. algunos dirigentes sindicales y de las cooperativas, diputados socialistas y miembros del Comité Central para las Industrias de Guerra recién liberados —en total unas cuarenta personas— se reunieron en la sala doce del Palacio Táuride para tratar de formar un sóviet (consejo) como el Sóviet de San Petersburgo de 1905, nombraron un Comité ejecutivo temporal y convocaron a los delegados de los trabajadores para una sesión esa misma noche. Fue el primero de este tipo de órgano que a lo largo de los meses siguientes se fue extendiendo por todo el país. Cada compañía de soldados favorables al alzamiento contra la autocracia debía elegir un delegado, mientras que se esperaba que los obreros escogiesen uno por cada mil trabajadores. Los delegados debían reunirse en el Palacio esa misma tarde, a las 7 p. m. La primera sesión empezó finalmente alrededor de las nueve de la noche con unos 250 delegados (número que no dejó de crecer según transcurría la sesión).
La reunión trató exclusivamente de la organización del organismo y se aprobó la elección de un Comité ejecutivo de ocho miembros (Steklov, Petrov, Krásikov, Sokolovski, Sujánov, Shliápnikov, Aleksandróvich y Kapelinski) presidido por Nikolái Chjeidze y con el eser Aleksandr Kérenski y el menchevique Matvéi Skóbelev como vicepresidentes.166}} Además de estos ocho miembros, cada partido socialista enviaría dos delegados al Comité. Bogdánov y Baturski representaron a los mencheviques; Stalin (desde el 12 de marzojul./ 25 de marzogreg.) y Viacheslav Mólotov a los bolcheviques; Rusánov y Zenzínov, a los socialrevolucionarios; Henryk Ehrlich (más tarde sustituido por Mark Liber) y Rafes al Bund; Leonti Bramson y Nikolái Chaikovski, a los trudovikí; Peshejónov y Charnoluski, a los socialistas populares; Kurenev, a los Mezhraiontsy; y Stuchka y Kozlovski, a los socialdemócratas letones.
El 1 de marzojul./ 14 de marzogreg. se añadieron nueve delegados de los soldados y el Sóviet pasó a llamarse oficialmente «Sóviet de Petrogrado de los Diputados de Obreros y Soldados». En la misma sesión se aprobó una moción favorable a la creación de una milicia que restaurase el orden en la capital y sustituyese a la policía zarista. En la reunión del Comité ejecutivo inmediatamente posterior al pleno del Sóviet, aquel escogió a diez comisarios para dirigir la nueva milicia en otros tantos distritos de la ciudad; los elegidos, sin embargo, eran políticos sin conocimiento de la situación local y enfrascados en asuntos políticos, que no ejercieron influencia destacable en la formación de las unidades. La respuesta de los obreros a la petición del Sóviet fue, sin embargo, entusiasta y facilitó la creación de la milicia. Al día siguiente de su formación, el Sóviet comenzó a publicar el único diario que apareció en Petrogrado durante la Revolución de Febrero: Izvestia
En su primera proclama, el Sóviet solicitaba el apoyo popular e indicaba su misión de lograr un Gobierno popular, consolidar las libertades públicas y preparar la elección y reunión de una Asamblea constituyente elegida democráticamente, mientras trataba de restablecer el orden en la capital. Aunque ya el 4 de marzojul./ 17 de marzogreg. el Sóviet lo formaban cerca de 3000 delegados (2000 de ellos soldados) y 39 miembros del Comité ejecutivo, las decisiones en realidad las tomaba un reducido número de personas de este último. La mayoría del comité era menchevique.
La noche del 1 de marzojul./ 14 de marzogreg., representantes del Comité ejecutivo se reunieron con miembros del Comité provisional de la Duma Estatal por invitación de estos para tratar la formación de un nuevo Gobierno; el acuerdo entre las partes se publicó el 3 de marzojul./ 16 de marzogreg.. Sin ingresar en el Gobierno, el Sóviet ofreció, sin embargo, su apoyo al Gobierno siempre que se mantuviese fiel al acuerdo alcanzado y el 8 de marzojul./ 21 de marzogreg. nombró un comité de enlace con el Consejo de Ministros.

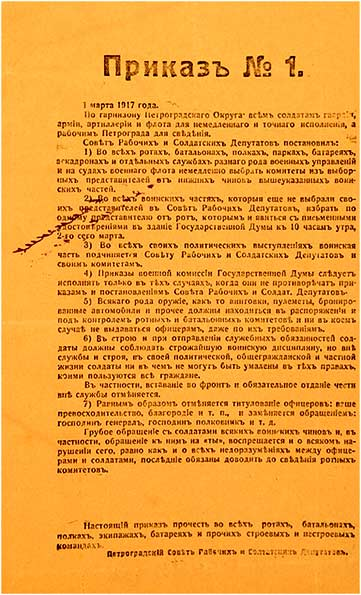
Orden número 1 del Sóviet de Petrogrado.

El 1 de marzojul./ 14 de marzogreg. publicó la «Orden número 1», de importancia crucial para el periodo político hasta la Revolución de Octubre ya que estipulaba la autoridad del Sóviet de Petrogrado y no del Gobierno provisional sobre las tropas revolucionarias, su libertad política y la imposibilidad de que fuesen transferidas al frente.
El rápido y decidido apoyo popular al Sóviet le confirió pronto un gran poder político.
Comparado con el Comité provisional de la Duma Estatal, formado por diputados liberales de la Duma el mismo día que el Sóviet, este contaba con mayor influencia entre las masas que se habían alzado contra el Gobierno imperial. No tomó, sin embargo, los centros de poder en la capital ni los principales centros de comunicaciones, no deseando sus dirigentes arrebatar directamente el poder al Gobierno zarista. Esto se debió a que las principales figuras que pasaron a controlar el Sóviet eran socialistas moderados que consideraban necesaria la implantación de un sistema político democrático burgués antes de que pudiese darse una revolución socialista: la revuelta debía acabar con la autocracia zarista y dar comienzo a un régimen liberal burgués, no a un Gobierno socialista, que debía establecerse más adelante. A esta convicción ideológica se unió la necesidad de dar un carácter liberal a la revolución para contar con las simpatías de los mandos militares, capaces de aplastar la revuelta, débil militarmente.
El primer presidente del Sóviet de Petrogrado fue el menchevique Nikolái Chjeidze, siendo el vicepresidente el antiguo trudovik Aleksandr Kérenski. Para tratar de ganarse el apoyo de las masas revolucionarias el Comité provisional de la Duma Estatal les ofreció los ministerios de Trabajo y Justicia, respectivamente. Mientras que Chjeidze se negó a ingresar en el Gobierno, Kérenski lo aceptó, sin que ello aumentase el prestigio del Comité, ignorando así la decisión del Sóviet de no enviar miembros de los partidos socialistas al nuevo Gobierno. El 1 de marzojul./ 14 de marzo de 1917greg. el Sóviet aprobó las negociaciones con el Comité de la Duma, presentando unas exigencias en general muy moderadas, que fueron rápidamente aceptadas por los miembros del Comité, interesados también en un acuerdo con el Sóviet. El Gobierno provisional se formó al día siguiente, compuesto exclusivamente por liberales y Kérenski, que aceptó por su cuenta el puesto en el Gobierno, a pesar de la prohibición del Comité ejecutivo pero con el respaldo posterior del pleno del Sóviet.

### Órgano central de los sóviets del país
Durante el I Congreso de los Sóviets, el Sóviet de Petrogrado, ampliado por la incorporación de nuevos miembros, fue nombrado órgano central (comité ejecutivo) del sistema nacional de sóviets, recibiendo el respaldo abrumador a su postura de apoyo condicional al Gobierno provisional.

### Control menchevique-socialrevolucionario
La mayor delegación en el Sóviet de Petrogrado era la de los socialrevolucionarios, que contaban con más de 400 delegados bajo la disciplina del partido y cerca de 600 simpatizantes, controlando en efectos las deliberaciones del mismo. En general, sin embargo, existió una alianza entre socialrevolucionarios y mencheviques que hizo innecesario el control exclusivo de los primeros, salvo en los escasos asuntos en los que hubo desacuerdo entre ambas delegaciones, como en el caso de la reforma agraria y, más tarde, sobre la reelección de la presidencia del Sóviet. Entre los representantes de origen populista los socialrevolucionarios pronto absorbieron a los escasos delegados socialistas populares, no habiendo divisiones en este campo (a diferencia de los marxistas, divididos entre mencheviques y bolcheviques). La delegación socialrevolucionaria, sin embargo, era más notable por su tamaño que por la capacidad de su dirección, en general mediocre. Las principales figuras del partido participaron en el Sóviet sólo de manera secundaria, dando prioridad a otras actividades. El control efectivo quedó en manos de los dirigentes mencheviques (Irakli Tsereteli, Fiódor Dan y Nikolái Chjeidze, principalmente.
Al caos y sucesión de discursos interminables de las primeras sesiones del Sóviet le siguieron reuniones más cortas y efectivas cuando las delegaciones comenzaron a debatir los temas antes de acudir al Sóviet, donde ya sostenían una postura común dentro de la fracción.

### Bajo control bolchevique
Tras el fallido golpe de Kornílov la fuerza de los moderados entre las masas mermó y el refuerzo de los radicales permitió, junto con la división en las filas socialrevolucionarias entre fracciones de derecha e izquierda, la toma del control del Sóviet de Petrogrado por los bolcheviques, con Lev Trotski en la presidencia, el 9 de septiembrejul./ 22 de septiembre de 1917greg..
En las elecciones del verano de 1918, en medio de la expulsión de la oposición socialista en los soviets, en Petrogrado los bolcheviques se aseguraron de obtener la mayoría transformando la elección en el envío de delegados de instituciones y organizaciones afines, lo que les evitaba poder perder las elecciones, que ya no determinaban la composición del Sóviet. El antiguo órgano electo se convirtió en una asamblea de funcionarios bolcheviques de organizaciones estatales.